# Жанадауїр (Жетисайський район)
Жанадауї́р (каз. Жаңадәуір) — село у складі Жетисайського району Туркестанської області Казахстану. Входить до складу сільського округу Жолдасбая Єралієва.
Населення — 490 осіб (2021; 361 у 2009, 272 у 1999).